# 新河 (圣基茨和尼维斯)
新河（New River）是加勒比海岛国圣基茨和尼维斯尼维斯岛东海岸中的一座村庄，行政上由圣乔治金杰兰区管辖，位于曼宁斯和宰恩之间的道路上。